# Hydriomena polyxena
Hydriomena polyxena är en fjärilsart som beskrevs av Druce 1893. Hydriomena polyxena ingår i släktet Hydriomena och familjen mätare. Inga underarter finns listade i Catalogue of Life.